# Дакалівка
Дака́лівка (у XIX ст. ще звалось Іванівка) — село Миргородського району Полтавської області. Населення станом на 2018 рік становило 0 осіб. Входить до складу Гоголівської селищної громади.

## Географія
Село Дакалівка знаходиться на березі річки Вовнянка, вище за течією примикає село Михайлівка, нижче за течією на відстані 2,5 км розташоване село Устивиця. На річці є кілька загат.
Віддаль до селища Велика Багачка — 24 км. Найближча залізнична станція Гоголеве — за 9 км.

## Історія
Село Дакалівка виникло в другій половині XIX ст. як хутір Устивицької волості Миргородського повіту Полтавської губернії.
За переписом 1859 року у власницькому селі Іванівка Устивицької волості Миргородського повіту Полтавської губернії було 4 двори, 46 жителів.
На карті 1869 року поселення було позначене як хутір Іванівка.
У січні 1918 року в селі розпочалась радянська доба.
У 1926 році Дакалівка входила до Устивицького району Лубенської округи.
З 16 вересня 1941 по 19 вересня 1943 року Дакалівка була окупована німецько-фашистськими військами.
До 2019 року орган місцевого самоврядування — Устивицька сільська рада.